# Maria Augusta Trappová
Maria Augusta Trappová, rozená Kutscherová (26. ledna 1905 Vídeň – 28. března 1987 Morrisville), známá též jako Baronka von Trapp, byla druhou manželkou rakouského šlechtice a námořního velitele barona von Trappa. Pod jejím vedením jejich rodina vytvořila slavnou rodinnou skupinu The Trapp Family Singers.
Osudy rodiny prchající před nacisty z Rakouska do USA zachytila v knize S písní kolem světa. Tato kniha se stala inspirací pro německý film z roku 1956, pro muzikál hraný na Broadwayi pod názvem The Sound of Music v roce 1959, a posléze pro stejnojmenný americký film z roku 1965.